# Dasycrotapha
Dasycrotapha är ett fågelsläkte i familjen glasögonfåglar inom ordningen tättingar. Tidigare inkluderades arterna i släktet i Stachyris och placerades bland timaliorna. Släktet omfattar tre arter som förekommer i Filippinerna:
- Praktglasögonfågel (D. speciosa)
- Samarglasögonfågel (D. pygmaea)
- Mindanaoglasögonfågel (D. plateni)